# Kozino (obwód nowosybirski)
Kozino (ros. Козино) – wieś (sieło) w Rosji, w obwodzie nowosybirskim, w rejonie ust-tarckim. W 2010 liczyła 643 mieszkańców.